# Guangdong Museum

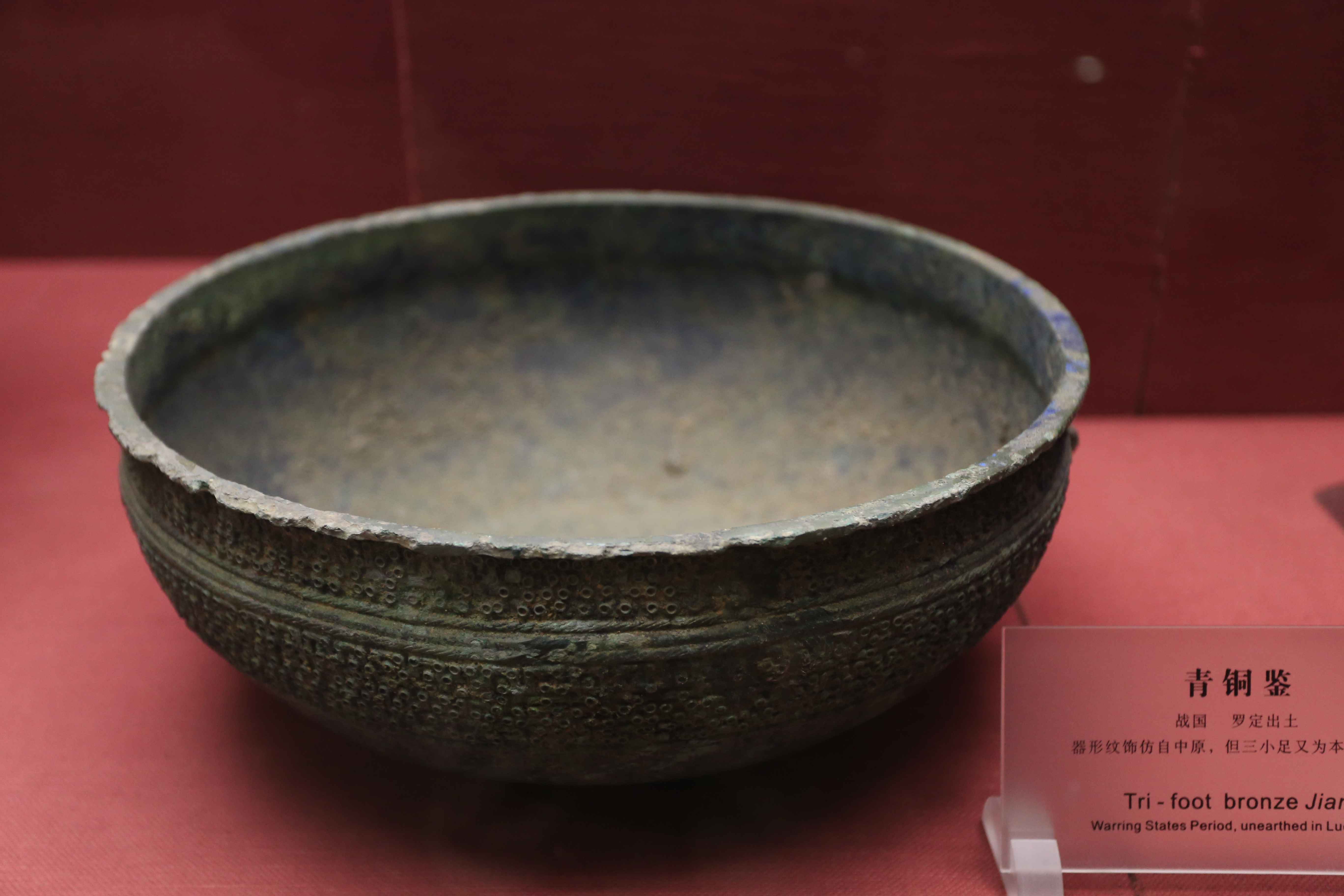
Guangdong Sheng Bowuguan, Bronzegefäß, Zeit der Streitenden Reiche

Das Guangdong Museum (广东省博物馆,  Guǎngdōngshěng Bówùguǎn; Selbstbezeichnung englisch: Guangdong Museum; auch Guangdong Sheng Museum) ist im südlichen Teil des Zentrums der Neustadt von Guangzhou am Perlfluss gelegen. Mit der Planung des Neubaus, der 2010 eröffnet wurde, war 6 Jahre zuvor begonnen worden. Es ist das umfassende Museum der Provinz Guangdong und gehört zu den nationalen Museen erster Kategorie. Der Neubau des Museums (von 2010, der alte Teil wurde geschlossen) hat eine Grundstücksfläche von 41.027 m² und bietet 66.980 m² nutzbare Fläche.
Der Neubau beherbergt Ausstellungen zu Geschichte und Kultur Guangdongs sowie die Bereiche Kunst und Natur. Bei der Beschreibung der Exponate werden hauptsächlich Informationen zu Funktion, wirtschaftlicher Bedeutung, Innovation, Wissenschaft und Technologie sowie zur künstlerischen Bedeutung gegeben. Auf diese Weise soll der einzigartige Charakter der Lingnan-Kultur und das hohe Niveau des Museums und seiner Sammlungen dargestellt werden.

## Ständige Ausstellungen
Die drei Abteilungen verteilen sich auf insgesamt fünf Ausstellungshallen:
- Die Abteilung Geschichte wird repräsentiert in der Ausstellung „Geschichte und Kultur Guangdongs“.
- Die Abteilung Kunst verteilt sich auf die Ausstellungen „Strömungen in Malerei und Kalligraphie – die Malerei der Sung- und der Yuan-Zeit und die Kalligraphie im Verlauf der Geschichte“.
- „Die Kunst von Erde und Feuer. Ausstellung der Keramik-Schätze des Museums“.
- „Purpursteine von Dauer – die Kunst der Tuschesteine von Duanxi“, hergestellt aus Duanxistein des Kreises Yaocian der Provinz Guangdong.[3]
- Das Kapitel Natur wird dargestellt in der Ausstellung „Guangdongs Berge, klares Wasser und das fruchtbare Lingnan – die natürlichen Ressourcen Guangdongs“.

## Sonderausstellungen
Das Museum veranstaltet jährlich mehrere Sonderausstellungen. Informationen finden sich auf der Homepage des Museums auf der Unterseite „Sonderausstellungen“ (临时展览,  línshí zhǎnlǎn). Die Ausstellung zum Jahresende 2015 z. B. befasste sich mit der neolithischen Liangzhu-Kultur in Südost-China vor etwa 5000 Jahren. Unter dem Motto Der Traum von der Zeit vor 5000 Jahren werden Jadegefäße, Keramiken, Textilien, Holzgefäße, Steingefäße u. a. gezeigt. Die Objekte stammen von der Liangzhu-Kultur, die im geographischen Bereich Zhejiang-Jiangsu sich von der Clan-Kultur zur feudalen Kultur hin entwickelten. Diese blühende Kultur verschwand jedoch vor 4300 Jahren plötzlich von der historischen Bühne und wurde nahezu vergessen, bis in den 1930er Jahren Archäologen damit begannen, diesen 5000 Jahre alten Traum wiederzuentdecken.
- Ausstellungsdauer: 29. September 2015 bis 1. März 2016.

## Benutzerinformationen
- Der Eintritt ist kostenlos
- Öffnungszeiten: Dienstag bis Sonntag 9:00 – 17:00
- Kein Einlass mehr nach 16:00
- Per Bahn erreichbar mit der Linie APM, aussteigen bei der Haltestelle Opernhaus (chin.: 歌剧院站; Pinyin: Gējùyuàn zhàn)
- Mit den Buslinien 293 und 886 bis Haltestelle Haixin Park (chin.:海心公园 Pingyin: Hǎixīn Gōngyuàn).